# Zoo de la Palmyre
Koordinaten: 45° 41′ 15,1″ N, 1° 10′ 0,9″ W
Der Zoo de la Palmyre ist ein Zoologischer Garten in der Nähe von Royan an der französischen Atlantikküste. Der Zoo ist ca. 18 Hektar groß und mit ca. 700.000 Besuchern pro Jahr einer der meistbesuchten Zoos Frankreichs.
Der Zoo de la Palmyre beherbergt mehr als 1600 Tiere, darunter zahlreiche vom Aussterben bedrohte Arten wie Sibirische Tiger, Balistare, Säbelantilopen sowie Breitmaulnashörner. Des Weiteren ist der Zoo für seine zahlreichen Affenarten bekannt.
Der Tiergarten wurde von Claude Caillé 1966 eröffnet. Der Zoo konnte zahlreiche Preise entgegennehmen und ist Mitglied in der World Association of Zoos and Aquariums sowie in deren europäischem Pendant EAZA.
|  |  |